# Phân loại
Phân loại là khái niệm được sử dụng rất phổ biến trong các lĩnh vực hoạt động của xã hội loài người. Phân loại là sự phân chia sắp xếp các sự vật hiện tượng, khái niệm theo một trật tự nhất định ở những cấp độ nhất định dựa vào những dấu hiệu giống nhau và khác nhau giữa chúng để phân chia, sắp xếp các sự vật, hiện tượng trong tự nhiên, xã hội theo một trật tự nhất định tùy thuộc vào mục đích phân loại.
Qua phân loại, loài người tổ chức được các sự vật, vật chất, hiện tượng, con người, động vật, thực vật,… thành các lớp. Lớp chính là một tập hợp các đơn vị, thành tố có chung một, hoặc một số đặc điểm, ví dụ sắt, đồng chì, kẽm có chung đặc đặc điểm là kim loại. Cơ sở để chia lớp là những đặc tính giống nhau của sự vật và hiện tượng. Dựa vào phương pháp đó, người ta có thể phân chia tiếp theo thành các lớp con hoặc phân lớp khác nhau của một trật tự đẳng cấp.

## Mục đích
- Giúp người đọc tra cứu tài liệu dễ dàng theo chuyên ngành và phân ngành.
- Giúp bài viết mới được quảng bá nhanh hơn khi được xếp vào thể loại chứa các bài liên quan.

## Các loại Phân loại
- Phân loại tự nhiên là dựa vào đặc điểm vốn có của sự vật và hiện tượng để phân loại.
- Phân loại nhân tạo là kiểu phân loại theo mục đích sử dụng của loài người.
- Phân loại khoa học là sự phân chia và sắp xếp các lĩnh vực tri thức theo một trật tự nhất định dựa trên những nguyên tắc nhất định.
- Phân loại tài liệu là quá trình phân tích tài liệu nhằm xây dựng nội dung chủ yếu và thể hiện nội dung bằng các kí hiệu của khung phân loại cụ thể
- Phân loại người dùng trên mạng xã hội: là sự phân chia, sắp xếp các người dùng mạng xã hội theo một trật tự nhất định theo một cách thức phân loại nào đó tùy thuộc vào mục đích phân loại.

## Khung phân loại
Khung phân loại ám chỉ việc phân loại đã được thu gọn hoặc phản ánh vào một giản đồ, bảng (Scheme, Table) nhất định theo chủ ý của người phân loại.
Khung phân loại tài liệu khác với khung phân loại đã dẫn ở chỗ, công việc phân loại gắn liền với giá trị vật phẩm trí tuệ của con người, đó là tài liệu. Tài liệu, sản phẩm thư viện, hoặc tài liệu lưu trữ vừa là kết quả hoạt động của con người, vừa là phương tiện không thể thiếu được cho các hoạt động đó. Các khung phân loại tài liệu đã có trong lịch sử từ khởi nguồn đến hiện đại thường được áp dụng phổ biến cho các thư viện hoặc tư liệu nghiên cứu tổng hợp. Trong công tác lưu trữ, các khung phân loại chuyên cho tài liệu lưu trữ không được xây dựng phổ biến, vì nguyên tắc nổi trội trong việc tổ chức, quản lý tài liệu lưu trữ là nguyên tắc xuất xứ. Theo nguyên tắc này, tài liệu lưu trữ được thu thập, quản lý theo các phông riêng biệt. Việc khai thác, sử dụng tài liệu lưu trữ cũng phần nhiều tra tìm trên các công cụ được xây dựng theo các phông lưu trữ với các mục lục hồ sơ. Khi có yêu cầu tra tìm tài liệu theo chuyên đề xuyên phông, thì Khung phân loại thông tin tài liệu lưu trữ có vai trò tích cực hơn và thay thế cho khung phân loại tài liệu. Nhưng một số nước, đặc biệt là các nước châu âu, đã xây dựng các khung phân loại tài liệu có cả chức năng phân loại thông tin trong đó. Riêng ở Việt Nam, Khung phân loại Paul Boudet cũng đã đáp ứng yêu cầu này.
Một số khung phân loại trong lịch sửː
- Khung phân loại của Lê Quý Đôn (1726-1784)
- Khung phân loại của Phan Huy Chú (1872-1840)
- Khung phân loại Lưu Hướng (Trung Quốc)
- Khung phân loại Tuân Húc (Trung Quốc)
- Khung phân loại DDC
- Khung phân loại UDC
- Khung phân loại LCC (LC)
- Khung phân loại Paul Boudet

## Tính chất
- Đặc tính lớp là tập hợp các phần tử có chung một hoặc một số tính chất, đặc tính nhất định. Các đơn vị trong cùng một lớp thường tồn tại có chung mục đích và có mối quan hệ trong không gian như là toán học, thiên văn học, vật lý học, hóa học đều có đặc tính chung là ngành khoa học tự nhiên.
- Cơ sở phân chia lớp là dựa vào sự vật hiện tượng người ta phân chia thành những lớp, những điểm giống nhau và khác nhau của sự vật hiện tượng. Chia ra thành lớp mẹ và các lớp con. Trong đó các lớp được phân loại thành lớp khởi đầu và lớp phát sinh. Như là Khoa học tự nhiên là lớp mẹ gồm các lớp con khởi đầu là Toán học, Vật lý học, Sinh học,....Trong lớp con Toán học lại phát sinh thêm các lớp con nữa.
- Tính đẳng cấp trong phân loại là sự phân chia các lớp từ khái quát đến cụ thể, từ lớn đến nhỏ, từ chung đến riêng, thực chất là phân chia theo thứ tự bậc hoặc là phân chia theo đẳng cấp. Quan hệ đẳng cấp được phân chia theo nguyên tắc bao trùm và phụ thuộc.

## Ký hiệu phân loại
Ký hiệu phân loại do các thư viện lập ra và quy ước để biểu đạt các khái niệm trong quá trình biên soạn các khung phân loại. Ký hiệu phân loại thể hiện các lớp trong hệ thống phân loại, đây là dạng ngôn ngữ tư liệu dùng để mô tả một tài liệu theo dấu hiệu của môn ngành tri thức và là ngôn ngữ kết hợp có cấu trúc theo thứ bậc bao gồm các từ, các cặp từ, các khái niệm được xây dựng từ trước được gắn với các ký hiệu để thể hiện nội dung chính của tài liệu.
Các ký hiệu phân loại cần phải đơn giản, dễ hiểu, dễ nhớ, tiện lợi linh hoạt khi sử dụng, mang tính phổ biến, thuận tiện, phạm vi sử dụng rộng không bị gò bó về ngôn ngữ và văn tự. Tuy nhiên nhược điểm của ký hiệu phân loại đó là phân loại một vấn đề cụ thể bao nhiêu thì ký hiệu càng phải kéo dài bấy nhiêu.
Ký hiệu phân loại bao gồmː
- Chữ số, chữ cái, các dấu quy ước.
- Ký hiệu đồng nhất
- Ký hiệu hỗn hợp
- Ký hiệu theo số thứ tự
- Ký hiệu đẳng cấp